# Héctor Ortiz Ortiz
Héctor Israel Ortiz Ortiz (Oaxaca de Juárez, Oaxaca; 28 de julio de 1950) es un abogado y político mexicano, quien de 2001-2002 se desempeñó como presidente municipal de Tlaxcala. Posteriormente, Ortiz Ortiz se desempeñó como gobernador del propio estado de Tlaxcala desde el 15 de enero de 2005 hasta el 14 de enero de 2011. 
Héctor Ortiz es licenciado en Derecho, desde 1974 se ha desempeñado como profesor de Derecho en la Universidad Autónoma de Tlaxcala y ha servido como rector de dicha casa de estudios en dos ocasiones: de 1983 a 1987 y de 1999 a 2000. 
Ortiz se afilió al Partido Revolucionario Institucional (PRI) en 1967 y fue un miembro activo hasta 2004. Luego de perder la elección interna para la candidatura a gobernador de Tlaxcala en 2004, renunció al PRI y aceptó la invitación del Partido Acción Nacional (PAN) para ser candidato a gobernador del mismo estado. Triunfó en las elecciones del 14 de noviembre de 2004 y comenzó su mandato el 14 de enero de 2005.